# Thomas Mann (politician)
Thomas Mann (n. 28 ianuarie 1946) este un om politic german, membru al Parlamentului European în perioada 1999-2004 din partea Germaniei.